# Port lotniczy Baszszar
Port lotniczy Baszszar (IATA: CBH, ICAO: DAOR) – port lotniczy położony 5 km na północ od Baszszar, w prowincji Baszszar, w Algierii.

## Kierunki lotów i linie lotnicze
| Linia Lotnicza   | Kierunek                                   |
| ---------------- | ------------------------------------------ |
| Air Algerie      | 1. Algier 2. Konstantyna 3. Oran 4. Tinduf |
| Tassili Airlines | 1. Algier 2. Oran                          |